# U-873
| U-873 | U-873 | U-873 |
| --- | --- | --- |
| U 873 | | |
| | | |
| Німецький підводний човен U-873 під ескортом патрульного катера американської Берегової охорони «Арго» поблизу Портсмутської верфі. 16 травня 1945 | | |
| Верф | AG Weser, Бремен | AG Weser, Бремен |
| Під прапором | Третій Рейх | Третій Рейх |
| Належність | Крігсмаріне | Крігсмаріне |
| Порт приписки | Штеттін Фленсбург | Штеттін Фленсбург |
| Замовлення | 25 серпня 1941 | 25 серпня 1941 |
| Закладений | 17 лютого 1943 | 17 лютого 1943 |
| Спуск на воду | 11 листопада 1943 | 11 листопада 1943 |
| Введений до складу флоту | 1 березня 1944 | 1 березня 1944 |
| На службі | 1944—1945 | 1944—1945 |
| Сучасний статус | 16 травня 1945 року капітулював американцям; у березні 1948 року проданий на брухт                                                                                         | 16 травня 1945 року капітулював американцям; у березні 1948 року проданий на брухт                                                                                         |
| Проєкт | | |
| Тип ПЧ | великий океанський торпедний ДПЧ | великий океанський торпедний ДПЧ |
| Основні характеристики | | |
| Швидкість (надводна) | 18,2 вузла (33,7 км/год) | 18,2 вузла (33,7 км/год) |
| Швидкість (підводна) | 7,3 вузла (13,5 км/год) | 7,3 вузла (13,5 км/год) |
| Робоча глибина занурення | 100 м | 100 м |
| Гранична глибина занурення | 230 м | 230 м |
| Дальність плавання | 63 милі (117 км) км на швидкості 4 вузли (7,4 км/год) (у підводному положенні) 13 450 морських миль (24 910 км на швидкості 10 вузлів (19 км/год) (у надводному положенні) | 63 милі (117 км) км на швидкості 4 вузли (7,4 км/год) (у підводному положенні) 13 450 морських миль (24 910 км на швидкості 10 вузлів (19 км/год) (у надводному положенні) |
| Екіпаж | 48 офіцерів та матросів | 48 офіцерів та матросів |
| Розміри | | |
| Довжина найбільша (по КВЛ) | 87,60 м | 87,60 м |
| Ширина корпусу найб. | 7,50 м | 7,50 м |
| Висота | 10,2 м | 10,2 м |
| Середня осадка (по КВЛ) | 5,40 м | 5,40 м |
| Водотоннажність надводна | 1610 т | 1610 т |
| Водотоннажність підводна | 1799 т | 1799 т |
| Силова установка | | |
| Дизель-електрична: 2 дизельні двигуни MAN M 9 V 40/46 2 електродвигуни Siemens-Schuckert 2 GU 345/34                                               | | |
| Гвинти | 2 | 2 |
| Потужність | 2 × 2200 к.с. (дизелі) 2 × 740 к.с. (електродвигуни) | 2 × 2200 к.с. (дизелі) 2 × 740 к.с. (електродвигуни) |
| Озброєння | | |
| Артилерія | 2 × 105-мм палубні гармати SK C/32 | 2 × 105-мм палубні гармати SK C/32 |
| Торпедно- мінне озброєння | 4 носових і 2 кормових ТА; 24 торпеди або 48 мін TMA чи TMB | 4 носових і 2 кормових ТА; 24 торпеди або 48 мін TMA чи TMB |
| ППО | 1 × 37-мм зенітна гармата SKC/30 2 (1 × 2) × 20-мм зенітні гармати FlaK 30                                                                                                 | 1 × 37-мм зенітна гармата SKC/30 2 (1 × 2) × 20-мм зенітні гармати FlaK 30                                                                                                 |

U-873 — німецький великий океанський підводний човен типу IXD2, що входив до складу Військово-морських сил Третього Рейху за часів Другої світової війни. Закладений 17 лютого 1943 року на верфі AG Weser у Бремені під будівельним номером 1081. Спущений на воду 11 листопада 1943 року, а 1 березня 1944 року корабель увійшов до складу ВМС нацистської Німеччини.

## Історія служби
U-873 належав до серії німецьких підводних човнів типу IXD2, великих океанських човнів, призначених діяти на морських комунікаціях противника на далеких відстанях у відкритому океані. Човнів цього типу випущено 28 одиниць і вони спеціально будувалися для дій у Південній Атлантиці та Індійському океані, а ближче до закінчення Другої світової війни частина з них використовувалася як проривачі блокади для підтримання зв'язків з Японією. Вони мали найбільшу в нацистському флоті дальність плавання за рахунок іншої конструкції енергетичної установки: завдяки подовженню корпусу вдалося встановити не тільки два потужні дизелі MAN з наддувом, але і два додаткові дизелі, що використовувалися при крейсерському плаванні в надводному положенні, при цьому два дизелі з наддувом перемикалися на холостий хід для швидкого перезаряджання акумуляторів.
1 березня 1944 року U-873 розпочав службу у складі 4-ї навчальної флотилії, а з 1 лютого 1945 року переведений до бойового складу 33-ї флотилії ПЧ. З березня до травня 1945 року U-873 здійснив 1 бойовий похід в Атлантичний океан, в якому провів 48 днів. Човен не взяв жодної участі в бойових діях у цій місії та не потопив і не пошкодив жодного корабля союзників.
Підводний човен перебував у визначеному районі операцій у Карибському морі, коли Німеччина капітулювала 8 травня. О 04:30 за Гринвічем 11 травня U-873 здався американському ескортному міноносцю «Венс» 45-ї ескортної дивізії під час супроводу ним конвою UGS 90. «Венс» розмістив призовий екіпаж на борту U-873 і супроводжував трофейний німецький підводний човен до Портсмутської військово-морської верфі 16 травня. U-873 було розміщено в сухому доці для вивчення проекту підводних човнів класу IXD2 інженерами Портсмутської верфі; а пізніше було переведено до Філадельфійської військово-морської верфі. Після завершення випробувань підводний човен було знято з експлуатації і продано на брухт у березні 1948 року.